# Juan Fernández Lacomba
Juan Fernández Lacomba (Sevilla, 1954) es pintor e historiador del arte. Doctor por la Universidad de Sevilla, es desde 2012, académico numerario de la Real Academia de Bellas Artes Santa Isabel de Hungría.

## Reseña biográfica
Pintor de formación autodidacta, obtiene la licenciatura en Historia del arte en 1977 en la Universidad de Sevilla, año en que regresa a la práctica de la pintura, actividad que ha compaginado desde entonces con labores de comisariado de exposiciones.
En 1981 obtiene la beca Juana de Aizpuru contando con el patrocinio del pintor José Guerrero y con una estancia en la Casa de Velázquez de Madrid. Allí hace contacto con artistas abstractos del Grupo de Cuenca y de la Nueva Figuración Madrileña y el ambiente de la Movida. En 1982 parte a París, becado por el Ministerio de Asuntos Exteriores de Francia y cursa estudios en la École Nationale Supérieure des Beaux-Arts. En 1985 regresa a España fijando su residencia en Carmona y obtiene el premio Luis Cernuda. Alejado de los focos mediáticos, desarrolla su trabajo sobre ruinas clásicas y arquitecturas o paisajes desolados y yermos como el de Río Tinto. En la segunda mitad de la década realiza una serie de viajes por el Mediterráneo oriental.
En 1990 presenta en la Galería Rafael Ortiz de Sevilla la serie Fuegos, óleos que mantienen un diálogo ambiguo entre el mito y la cotidianidad del elemento.
En 1995 obtiene el premio FOCUS de Artes Plásticas con un paisaje nocturno a modo de tríptico vertical del Río Guadalquivir realizado en 1994. A partir de entonces desarrollará una serie centrada en la Marisma de Doñana y su entorno.
A lo largo de su trayectoria, cuenta en su haber con numerosas exposiciones individuales y colectivas, su obra está presente en colecciones nacionales y extranjeras.

### Museos y colecciones
- Museo Nacional Centro de Arte Reina Sofía, Madrid.
- Colección Banco de España, Madrid.
- Museo Municipal de Jerusalén, Israel.
- Patio Herreriano, Valladolid.
- Centro Andaluz de Arte Contemporáneo, Sevilla.
- Colección Biblioteca Nacional, Madrid.
- Musée Cantini, Marsella.
- Colección BBVA, Madrid.
- Colección Fundación Cajasol, Sevilla.
- Real Maestranza de Caballería, Sevilla.

### Exposiciones individuales
- Aquí a lo lejos. CAC Málaga, 2020.
- Silva Amica. Casa Colón, Huelva, 2019.
- Apóstoles. Museo Vázquez Díaz, Nerva, 2019.
- Al Raso: Pinturas de la Marisma, Casa de la Provincia, Sevilla, 2017.
- The John Muir Trail, Acuarelas de California. Galería Birimbao, Sevilla 2006.
- Only Passengers, Galería Rafael Ortiz, Sevilla, 1995.
- Suite Turca. Galería Magda Belloti, Algeciras, 1990.
- Fuegos, Galería Rafael Ortiz, Sevilla, 1990.
- Pinturas. Galería Etienne de Causans, París, 1988.
- Tableaux Parisiens. Galería Juana de Aizpuru, Madrid, 1985
- Los sentidos. Galería Juana de Aizpuru, Madrid y Sevilla, 1982

## Otras actividades
De forma paralela a su labor pictórica, ha desarrollado una extensa carrera como investigador del paisajismo en la pintura de los siglos XIX y XX en Andalucía. Cabe destacar las exposiciones realizadas sobre los artistas José Arpa Perea (1998), Emilio Sánchez Perrier (2000) o José Jiménez Aranda (2005).
En 2014 recibe el premio a la mejor Tesis Doctoral otorgado por la Fundación Focus y la Universidad de Sevilla a su obra "Pintura de Paisaje y plein-air en Andalucía, 1800-1936". Este premio conlleva la publicación de la tesis, que ve la luz en el año 2020.